# Vachakāb
Vachakāb (persiska: وچکاب) är en ort i Iran.   Den ligger i provinsen Ilam, i den västra delen av landet, 500 km sydväst om huvudstaden Teheran. Vachakāb ligger 845 meter över havet och antalet invånare är 552.
Terrängen runt Vachakāb är varierad. Runt Vachakāb är det ganska glesbefolkat, med 26 invånare per kvadratkilometer. Närmaste större samhälle är Ābdānān, 16,0 km väster om Vachakāb. Omgivningarna runt Vachakāb är i huvudsak ett öppet busklandskap.